# Kira Zvorykina
Kira Alekseyevna Zvorykina (Mykolaiv, 29 de setembro de  1919 — 6 de setembro de 2014) foi uma enxadrista soviética desafiante do título mundial de 1960, campeã olímpica e cinco vezes campeã nacional de xadrez.

## Vida
Seus pais eram Aleksey Konstantinovich Zvorykin (irmão de Vladimir Zworykin) e Lidiya Terpugova. Demonstrou interesse pelo xadrez cedo e aos 16 anos, desafiou os pais ao entrar numa competição escolar de xadrez, vencendo todos os seus jogos.
Em 1927 sua família se mudou para Leningrado (atualmente, São Petersburgo). Consequentemente, surgiu a oportunidade da jovem Zvorykina frequentar o lendário Clube de Xadrez Palácio dos Jovens Pioneiros onde Peter Romanovsky, na época Candidato a Mestre, ministrava aulas de xadrez. Aos 17, ela foi campeã da Escola para moças de Leningrado e começou a estudar no Instituto de Cinematografia.  Seu tempo de dedicação ao xadrez então diminuiu e somente em 1946 ela emergiu como uma forte enxadrista no mundo do xadrez, ao terminar em segundo o Campeonato para Mulheres de Leningrado. Zvorykina casou com o grande mestre e treinador de xadrez Alexey Suetin e tiveram um filho, Aleksandr, nascido em 1951.

## Carreira
O progresso de Zvorykina a elevou ao pináculo do xadrez feminino soviético, depois de ter vencido o campeonato nacional de 1951, 1953 e 1956. Ela também dividiu o título em 1957 (com Valentina Borisenko) e em 1958 (com Larisa Volpert).
No xadrez internacional, havia poucas mulheres em torneios na década de 1950, época do seu pico enxadrístico, mas ela terminou em quarto no mundial de 1952 em Moscou e venceu Anne Sunnucks (+1 =1 −0) no evento URSS versus Grã Bretanha em 1954. Sua maior vitória ocorreu em Plovdiv o Torneio de Candidatos Feminino de 1959, quando vencer fortes concorrentes e ganhou o direito de desafiar a campeã mundial reinante Elizaveta Bykova pelo título. Infelizmente, o match de 1960 coincidiu com a doença terminal de sua mãe, o que indubitavelmente afetou seu desempenho, resultando numa derrota de 4½–8½.
Na década de 1960, ela competiu apenas em torneios internacionais menores sem alcançar muito sucesso; uma nova onde de fortes enxadristas, mais notavelmente a Azerbaijana Tatiana Zatulovskaya e as georgianas Nona Gaprindashvili e Nana Alexandria. Entretanto, nos torneios de Candidatos ela permaneceu como uma respeitável adversária, nunca alcançando menos que o quinto lugar.

## Olimpíadas
Representando a União Soviética nas Olimpíada de Xadrez de 1957 (Emmen,Países Baixos) e 1963 (Split, Croácia), Zvorykina ganhou duas medalhas de ouro. A primeira foi competindo no tabuleiro 2, com um resultado de 12/14, assegurando a medalha individual e a por equipes, ofuscando o desempenho da compatriota Olga Rubtsova, a campeã mundial, no tabuleiro 1. Sua segunda participação teve um impressionante resultado de 5½/6, ajudando na conquista da medalha por equipes, mas desta vez como ela era reserva da equipe, não recebeu a medalha individual.

## Final da carreira
Zvorykina passou algum tempo em Moscou, quando seu marido foi apontado como Treinador Chefe; mais tarde ela viveu em Minsk, onde participava de uma escola de xadrez, embora sua carreira tenha sido na área de engenharia. Foi uma competidora frequente no Campeonato Nacional Belarusso, sendo campeã em três ocasiões 1960, 1973 e 1975.
Foi registrada na FIDE pela Federação Russa, embora tenha vivido também na Bulgária. Mesmo em idade avançada, continuou jogando xadrez em competições oficiais; em 1998, perto dos seus 80 anos, seu elo era 2245 e no Campeonato Mundial Senior de 2000 em Rowy, ela alcançou a fase final.
Zvorykina recebeu o título de WGM em 1977 e o de Árbitra Internacional em 1977.